# Ningling
Ningling  (en chino, 宁陵; pinyin, Níng·Líng) es un condado  bajo la administración directa de la Prefectura Shangqiu en la Provincia de Henan, República Popular China.  Su área es de 797 km² y su población total para 2020 superó los 560 mil habitantes. 

## Administración
A junlio de 2025, el  Condado Ningling  se divide en 14 pueblos  administrados en poblados.

## Toponimia
El topónimo Ningling se compone de los sinogramas Ning (tranquilidad) y Ling (nombre propio).
Durante el Período de los Reinos combatientes, esta región fue el feudo del  señor Xinling (信陵君). A fines del Período de los Reinos Combatientes, al topónimo original Xinling se cambió el Xing por Ning que significa "paz"  para reflejar este anhelo de estabilidad. En el año 122 aC, El Emperador Wu estableció oficialmente el Condado Ningling.